# Ptochosiphla oedipus
Ptochosiphla oedipus är en fjärilsart som beskrevs av Edward Meyrick 1933. Ptochosiphla oedipus ingår i släktet Ptochosiphla och familjen nattflyn. Inga underarter finns listade.